# Morti il 26 luglio
| Questa pagina contiene informazioni ricavate automaticamente dalle voci biografiche con l'ausilio del template Bio e di un bot. L'aggiornamento è periodico e automatico e ricostruisce completamente la pagina. Se manca una persona in questa lista, sei pregato di non aggiungerla, ma accertati piuttosto che la sua voce biografica contenga il template Bio e che i dati anagrafici siano correttamente compilati. Se il template Bio manca, inseriscilo tu stesso o, in alternativa, metti l'avviso {{tmp\|Bio}} che ne segnala la mancanza. Se i dati riportati sono sbagliati, correggi direttamente la voce biografica; le modifiche saranno visibili in questa lista entro pochi giorni. Per chiarimenti vedi il progetto biografie. La lista contiene solo le 508 persone che sono citate nell'enciclopedia e per le quali è stato implementato correttamente il template Bio. Pagina aggiornata al 17 ago 2025. |

## IX secolo(2)
- 811 - Niceforo I il Logoteta, imperatore bizantino
- 811 - Sisinnio Trifillio, generale e funzionario bizantino

## XI secolo(2)
- 1016 - Simeone di Polirone, monaco cristiano italiano
- 1020 - Dōmyō, monaco buddista e poeta giapponese (n. 974)

## XIII secolo(3)
- 1233 - Ferdinando del Portogallo, conte (n. 1188)
- 1233 - Vilbrando di Oldenburg, vescovo cattolico tedesco
- 1270 - Ugo de Actis, religioso italiano

## XIV secolo(7)
- 1326 - Aldobrandino II d'Este, nobile italiano
- 1326 - Giberto III da Correggio, nobile italiano
- 1330 - Eufemia di Pomerania, regina danese (n. 1285)
- 1368 - Niccolò Capocci, cardinale e vescovo cattolico italiano
- 1380 - Kōmyō, imperatore giapponese (n. 1322)
- 1383 - Isabella di Valois, nobile francese (n. 1313)
- 1397 - Eric I di Meclemburgo, principe (n. 1359)

## XV secolo(5)
- 1411 - Elisabetta di Norimberga, regina (n. 1358)
- 1435 - Gerasimo di Kiev
- 1471 - Papa Paolo II, papa, vescovo cattolico e cardinale italiano (n. 1417)
- 1480 - Leonardo Mansueti, umanista italiano (n. 1405)
- 1486 - Camilla Gentili, beata italiana

## XVI secolo(11)
- 1504 - Juan de Zúñiga y Pimentel, cardinale e arcivescovo cattolico spagnolo (n. 1459)
- 1506 - Anna di Foix-Candale, sovrana (n. 1484)
- 1508 - Ludovico Bolognini, giurista e diplomatico italiano (n. 1447)
- 1522 - Fiordelisa Maria Sforza, nobildonna italiana (n. 1453)
- 1525 - Mario Equicola, umanista e scrittore italiano
- 1538 - George Talbot, IV conte di Shrewsbury, nobile britannico
- 1566 - Bartolomeo Marliani, archeologo, topografo e antiquario italiano (n. 1488)
- 1566 - Bartolomeo Spatafora, nobile italiano
- 1582 - Juan de Liermo Hermosa, arcivescovo cattolico spagnolo (n. 1522)
- 1592 - Armand de Gontaut-Biron, nobile, militare e diplomatico francese (n. 1524)
- 1597 - Kobayakawa Takakage, militare giapponese (n. 1533)

## XVII secolo(23)
- 1601 - Lavinia della Rovere, nobildonna italiana (n. 1521)
- 1604 - Sebastiano Bagolino, poeta italiano (n. 1562)
- 1604 - Malkoç Yavuz Ali Pascià, politico ottomano
- 1608 - Pablo de Céspedes, teologo e pittore spagnolo (n. 1538)
- 1611 - Horio Yoshiharu, militare giapponese (n. 1542)
- 1614 - Henry Grey, I barone Grey di Groby, nobile inglese (n. 1547)
- 1615 - Alonso Pérez de Guzmán y Sotomayor, ammiraglio spagnolo (n. 1550)
- 1616 - Ikeda Toshitaka, militare giapponese (n. 1584)
- 1618 - Martinus Smiglecius, filosofo polacco (n. 1564)
- 1623 - Gaspar Aguilar, poeta e drammaturgo spagnolo (n. 1561)
- 1630 - Giulio Cesare Angeli, pittore italiano
- 1630 - Carlo Emanuele I di Savoia, nobile italiano (n. 1562)
- 1637 - Philippe Habert, poeta francese (n. 1604)
- 1651 - Hendrik van der Borcht il Vecchio, incisore e pittore fiammingo (n. 1583)
- 1659 - Mary Frith, criminale inglese
- 1666 - Camillo Francesco Maria Pamphili, cardinale, nobiluomo e militare italiano (n. 1622)
- 1676 - Orsola Caccia, religiosa e pittrice italiana (n. 1596)
- 1676 - Luis Alfonso de los Cameros, arcivescovo cattolico spagnolo (n. 1600)
- 1678 - Antonio Teodoro Trivulzio, militare e nobile italiano (n. 1649)
- 1680 - John Wilmot, nobile, poeta e drammaturgo inglese (n. 1647)
- 1684 - Elena Lucrezia Corner, filosofa italiana (n. 1646)
- 1691 - Henry Cavendish, II duca di Newcastle-upon-Tyne, politico inglese (n. 1630)
- 1693 - Ulrica Eleonora di Danimarca, regina (n. 1656)

## XVIII secolo(18)
- 1702 - Vincent van der Vinne, pittore e disegnatore olandese (n. 1628)
- 1703 - Gérard Audran, incisore francese (n. 1640)
- 1712 - Thomas Osborne, I duca di Leeds, nobile e politico inglese (n. 1632)
- 1716 - Paolo Alessandro Maffei, antiquario e scrittore italiano (n. 1653)
- 1721 - Godefroy Maurice de La Tour d'Auvergne, nobiluomo francese (n. 1636)
- 1723 - Robert Bertie, I duca di Ancaster e Kesteven, nobile e militare britannico (n. 1660)
- 1726 - Carmine Nicolao Caracciolo, nobile spagnolo (n. 1671)
- 1728 - Paolo De Matteis, pittore italiano (n. 1662)
- 1735 - Vincenzo Antonio Alemanni Nasi, arcivescovo cattolico, letterato e diplomatico italiano (n. 1679)
- 1737 - Henri-Pons de Thiard de Bissy, cardinale e vescovo cattolico francese (n. 1657)
- 1741 - Guglielmo Enrico di Sassonia-Eisenach, duca (n. 1691)
- 1745 - Nikolaj Fëdorovič Golovin, ammiraglio russo (n. 1695)
- 1746 - Friedrich Karl von Schönborn-Buchheim, vescovo cattolico tedesco (n. 1674)
- 1752 - Grazio Braccioli, letterato, librettista e giurista italiano (n. 1682)
- 1753 - Celestino Galiani, arcivescovo cattolico italiano (n. 1681)
- 1767 - Henrietta Hobart, nobile britannica (n. 1689)
- 1794 - Geneviève de Gramont, nobildonna francese (n. 1751)
- 1799 - Antoine Groignard, militare e ingegnere francese (n. 1727)

## XIX secolo(57)
- 1801 - Georg Heinrich Borowski, zoologo tedesco (n. 1746)
- 1801 - Daniel Dal Barba, compositore, violinista e cantante lirico italiano (n. 1715)
- 1803 - Fermín Lasuén, religioso spagnolo (n. 1736)
- 1806 - Karoline von Günderrode, scrittrice tedesca (n. 1780)
- 1809 - Ljubov' Il'inična Bezborodko, nobildonna russa (n. 1783)
- 1812 - Johann Friedrich Hugo von Dalberg, compositore, pianista e letterato tedesco (n. 1760)
- 1817 - Karađorđe Petrović, militare serbo (n. 1762)
- 1826 - Baldassare Mormile, arcivescovo cattolico italiano (n. 1750)
- 1832 - Éléonore Duplay, francese (n. 1768)
- 1832 - Stephanie Dominikovna Radziwill, nobildonna polacca (n. 1809)
- 1833 - Bartolomea Capitanio, religiosa italiana (n. 1807)
- 1833 - Ferdinando Provesi, compositore e organista italiano (n. 1770)
- 1835 - Biagio Nardi, avvocato e patriota italiano (n. 1768)
- 1836 - Nicolas de Loverdo, generale francese (n. 1737)
- 1838 - Wilhelm Anton von Klewitz, politico prussiano (n. 1760)
- 1839 - John Cradock, I barone Howden, politico, militare e nobile irlandese (n. 1759)
- 1844 - Adolf Friedrich Karl Streckfuss, poeta e traduttore tedesco (n. 1778)
- 1846 - Barthélemy Vignon, architetto francese (n. 1762)
- 1847 - Adam di Württemberg, nobile (n. 1792)
- 1848 - Avdot'ja Il'inična Istomina, ballerina russa (n. 1799)
- 1849 - Gabriele Pepe, militare, patriota e letterato italiano (n. 1779)
- 1850 - Pietro Vimercati, mandolinista e compositore italiano (n. 1779)
- 1853 - Charles de Gerville, archeologo e naturalista francese (n. 1769)
- 1857 - Napoléon Joseph Ney, politico francese (n. 1803)
- 1860 - Rodolfo Lamprecht, medico croato (n. 1781)
- 1863 - John Jordan Crittenden, politico statunitense (n. 1786)
- 1863 - Sam Houston, generale e politico statunitense (n. 1793)
- 1863 - Emma Livry, ballerina francese (n. 1842)
- 1864 - Aleksandr Sergeevič Stroganov, ufficiale e politico russo (n. 1818)
- 1864 - András Fáy, poeta ungherese (n. 1786)
- 1867 - Ottone di Grecia, principe tedesco (n. 1815)
- 1868 - Marija Ėlimovna Meščerskaja, nobildonna russa (n. 1844)
- 1868 - Heinrich Adolf Rinne, medico tedesco (n. 1819)
- 1869 - Giuseppe Dolfi, patriota italiano (n. 1818)
- 1869 - Hayriye Hanimsultan, principessa ottomana (n. 1846)
- 1871 - François-Augustin Delamare, arcivescovo cattolico francese (n. 1800)
- 1872 - Rodolfo d'Afflitto, politico italiano (n. 1809)
- 1872 - Michele Carafa, compositore e militare italiano (n. 1787)
- 1872 - Tomás Gutiérrez, politico peruviano
- 1873 - Giuseppe Galletti, patriota e politico italiano (n. 1798)
- 1877 - Giovanni Jauch, avvocato, editore e politico svizzero (n. 1806)
- 1877 - Giovanni Santini, astronomo, matematico e scienziato italiano (n. 1787)
- 1879 - Mustapha Khaznadar, politico ottomano (n. 1817)
- 1880 - George Bradburn, politico statunitense (n. 1806)
- 1881 - Giuseppe Ameglio, politico italiano (n. 1818)
- 1881 - Augusto di Sassonia-Coburgo-Koháry, principe e duca (n. 1818)
- 1881 - George Borrow, scrittore inglese (n. 1803)
- 1883 - William Fenwick Williams, generale e politico inglese (n. 1800)
- 1890 - Mario Di Stefano, architetto e ingegnere italiano (n. 1815)
- 1892 - Giuseppe Borselli, politico italiano (n. 1809)
- 1895 - Francesco Didioni, pittore italiano (n. 1839)
- 1896 - Camillo Colombini, politico italiano (n. 1836)
- 1896 - Lothar von Faber, imprenditore tedesco (n. 1817)
- 1896 - Ugo Pepoli, militare e patriota italiano (n. 1824)
- 1898 - Giovanni Corvetto, militare e politico italiano (n. 1830)
- 1899 - Ulises Heureaux, politico dominicano (n. 1845)
- 1900 - Henry G. Blasdel, politico statunitense (n. 1825)

## XX secolo(246)
- 1902 - Charles Kendall Adams, storico statunitense (n. 1835)
- 1905 - Carlo Mezzacapo, generale e patriota italiano (n. 1817)
- 1910 - Aleksandr Alekseevič Kireev, filosofo russo (n. 1833)
- 1913 - Igino Petrone, filosofo e giurista italiano (n. 1870)
- 1915 - Gaetano Alberti, militare italiano (n. 1878)
- 1915 - Erich Massini, calciatore tedesco (n. 1889)
- 1915 - James Murray, lessicografo e linguista britannico (n. 1837)
- 1916 - John Alexander Harvie-Brown, naturalista e ornitologo scozzese (n. 1844)
- 1918 - Henry Macintosh, velocista britannico (n. 1892)
- 1918 - Edward Mannock, aviatore britannico (n. 1887)
- 1918 - Franziska zu Reventlow, scrittrice, pittrice e traduttrice tedesca (n. 1871)
- 1919 - Edward Poynter, pittore inglese (n. 1836)
- 1919 - Federico Weil, banchiere e dirigente d'azienda italiano (n. 1854)
- 1920 - August von Kaulbach, pittore tedesco (n. 1850)
- 1921 - Hermann Eichhorst, patologo e medico svizzero (n. 1849)
- 1924 - Giovanni Battista Bossi, architetto italiano (n. 1864)
- 1924 - William Robert Ogilvie-Grant, ornitologo scozzese (n. 1863)
- 1924 - Filiberto Petiti, pittore e incisore italiano (n. 1845)
- 1924 - Carlo d'Ormeville, drammaturgo, librettista e critico musicale italiano (n. 1840)
- 1925 - Antonio Ascari, pilota automobilistico italiano (n. 1888)
- 1925 - William Jennings Bryan, politico statunitense (n. 1860)
- 1925 - Emil Eichhorn, giornalista e politico tedesco (n. 1863)
- 1925 - Gottlob Frege, matematico, logico e filosofo tedesco (n. 1848)
- 1926 - Arnold Kuulman, calciatore estone (n. 1895)
- 1926 - Olle Lanner, ginnasta svedese (n. 1884)
- 1927 - Federico De Roberto, scrittore italiano (n. 1861)
- 1927 - June Mathis, sceneggiatrice e montatrice statunitense (n. 1887)
- 1928 - Giovanni Battista Carpanetto, pittore e pubblicitario italiano (n. 1863)
- 1928 - Nikolaj Dmitrievič Sokolov, rivoluzionario e avvocato russo (n. 1870)
- 1932 - Alberto del Bono, ammiraglio e politico italiano (n. 1856)
- 1933 - Louise Closser Hale, attrice statunitense (n. 1872)
- 1933 - Emil Magnusson, discobolo svedese (n. 1887)
- 1933 - Charles Albert Tindley, pastore metodista statunitense (n. 1851)
- 1934 - Jens Peter Berthelsen, schermidore danese (n. 1854)
- 1934 - Rudolf Maister, generale, attivista e poeta jugoslavo (n. 1874)
- 1934 - Winsor McCay, fumettista, animatore e illustratore statunitense (n. 1869)
- 1934 - Ernesto Paci, astronomo e presbitero italiano (n. 1887)
- 1934 - Édouard Rosset-Granger, pittore francese (n. 1853)
- 1936 - Antonio di Gesù e Maria, presbitero spagnolo (n. 1902)
- 1936 - Bonaventura di Santa Caterina, presbitero spagnolo (n. 1887)
- 1936 - Ermenegildo dell'Assunta, presbitero spagnolo (n. 1879)
- 1936 - Francesco di San Lorenzo, presbitero spagnolo (n. 1889)
- 1936 - Mariano di San Giuseppe, presbitero spagnolo (n. 1857)
- 1936 - Placido di Gesù, presbitero spagnolo (n. 1890)
- 1937 - Ernst von Delius, pilota automobilistico tedesco (n. 1912)
- 1937 - Gerda Taro, fotografa tedesca (n. 1910)
- 1938 - Daisy Greville, contessa di Warwick, nobildonna inglese (n. 1861)
- 1938 - Dmitrij Pavlovič Grigorovič, ingegnere aeronautico sovietico (n. 1883)
- 1939 - Malcolm Champion, nuotatore neozelandese (n. 1883)
- 1939 - Francesco Paolo Frontini, compositore e direttore d'orchestra italiano (n. 1860)
- 1939 - Joel Elias Spingarn, educatore, critico letterario e attivista statunitense (n. 1875)
- 1941 - Kazimierz Bartel, politico e matematico polacco (n. 1882)
- 1941 - Carlo Bosio, militare italiano (n. 1916)
- 1941 - Aristide Carabelli, militare italiano (n. 1916)
- 1941 - Marx Dormoy, politico francese (n. 1888)
- 1941 - Bruno Falcomatà, militare italiano (n. 1911)
- 1941 - Giorgio Giobbe, militare italiano (n. 1906)
- 1941 - Henri Lebesgue, matematico francese (n. 1875)
- 1941 - Vittorio Moccagatta, militare italiano (n. 1903)
- 1941 - Paul Ogorzow, serial killer tedesco (n. 1912)
- 1941 - Alcide Pedretti, militare italiano (n. 1913)
- 1941 - James Rennell Rodd, diplomatico, politico e poeta britannico (n. 1858)
- 1941 - Teseo Tesei, militare e inventore italiano (n. 1909)
- 1941 - Guido Vincon, militare e marinaio italiano (n. 1914)
- 1941 - Benjamin Lee Whorf, linguista statunitense (n. 1897)
- 1942 - Roberto Arlt, scrittore, drammaturgo e giornalista argentino (n. 1900)
- 1942 - Tito Brandsma, religioso e presbitero olandese (n. 1881)
- 1942 - Georg Pick, matematico austriaco (n. 1859)
- 1943 - Luis Barros Borgoño, avvocato e politico cileno (n. 1858)
- 1943 - Manlio Morgagni, giornalista italiano (n. 1879)
- 1944 - Francesco Babini, presbitero e partigiano italiano (n. 1914)
- 1944 - Clóvis Beviláqua, giurista brasiliano (n. 1859)
- 1944 - Wessel Freytag von Loringhoven, militare tedesco (n. 1899)
- 1944 - Gyula Katona, ginnasta ungherese (n. 1879)
- 1944 - Manning Kimmel, militare statunitense (n. 1913)
- 1944 - János Krizmanich, ginnasta ungherese (n. 1889)
- 1944 - Reza Shah Pahlavi, generale iraniano (n. 1878)
- 1944 - Antonio Zoli, partigiano italiano (n. 1915)
- 1945 - Frederic Edward Clements, botanico, micologo e ecologo statunitense (n. 1874)
- 1945 - Maria Pierina De Micheli, religiosa italiana (n. 1890)
- 1945 - Dick La Reno, attore irlandese (n. 1863)
- 1946 - Heinrich Andergassen, ingegnere e militare austriaco (n. 1908)
- 1946 - Marguerite Delorme, pittrice francese (n. 1876)
- 1946 - Mattia Moresco, giurista e politico italiano (n. 1877)
- 1947 - Leontios di Cipro, arcivescovo ortodosso e politico cipriota (n. 1896)
- 1947 - Ramiro Ortiz, filologo e linguista italiano (n. 1879)
- 1948 - Antonin-Dalmace Sertillanges, filosofo e teologo francese (n. 1863)
- 1949 - Linda Arvidson, attrice cinematografica e sceneggiatrice statunitense (n. 1884)
- 1949 - Cino Bozzetti, pittore e incisore italiano (n. 1876)
- 1950 - Guido Deiro, fisarmonicista, compositore e cantante italiano (n. 1886)
- 1951 - Otto Furrer, sciatore alpino e sciatore di pattuglia militare svizzero (n. 1903)
- 1952 - Evita Perón, attrice, politica e sindacalista argentina (n. 1919)
- 1953 - Clyde De Vinna, direttore della fotografia statunitense (n. 1890)
- 1953 - Félix Marcotte, velista francese (n. 1865)
- 1953 - Nikolaos Plastiras, generale e politico greco (n. 1883)
- 1953 - Ernst Rosell, tiratore a segno svedese (n. 1881)
- 1953 - Abel Santamaría, attivista, rivoluzionario e politico cubano (n. 1927)
- 1953 - Viktor Schneck, calciatore austriaco (n. 1885)
- 1954 - Arthur Bridgett, calciatore e allenatore di calcio inglese (n. 1882)
- 1955 - Raymond Clare Archibald, matematico canadese (n. 1875)
- 1955 - Rodolfo Morandi, avvocato, economista e politico italiano (n. 1902)
- 1956 - Louis Raemaekers, disegnatore olandese (n. 1869)
- 1956 - Vittorio Veltroni, giornalista, conduttore radiofonico e sceneggiatore italiano (n. 1918)
- 1957 - Carlos Castillo Armas, politico e militare guatemalteco (n. 1914)
- 1957 - Dino Giannotti, medico e scrittore italiano (n. 1889)
- 1958 - Fernand Augereau, ciclista su strada francese (n. 1882)
- 1959 - Manuel Altolaguirre, poeta spagnolo (n. 1905)
- 1959 - José Benincasa, calciatore uruguaiano (n. 1891)
- 1959 - Karl Ehn, architetto austriaco (n. 1884)
- 1959 - James Hazen Hyde, imprenditore statunitense (n. 1876)
- 1959 - Alois Irlmaier, militare tedesco (n. 1894)
- 1960 - Cedric Gibbons, scenografo irlandese (n. 1890)
- 1960 - Vasa Prihoda, violinista ceco (n. 1900)
- 1961 - Latino Barilli, pittore italiano (n. 1883)
- 1961 - Eino Forsström, ginnasta finlandese (n. 1889)
- 1961 - Augusto Manzini, pittore italiano (n. 1885)
- 1962 - Giorgio Preca, presbitero maltese (n. 1880)
- 1962 - Raquel Meller, cantante e attrice spagnola (n. 1888)
- 1963 - Umberto Calcinai, rugbista a 15 e allenatore di rugby a 15 neozelandese (n. 1892)
- 1963 - Francesco Cerabona, avvocato e politico italiano (n. 1882)
- 1963 - Luciano Cremonese, ciclista su strada italiano (n. 1926)
- 1963 - John Osborne, XI duca di Leeds, nobile e politico inglese (n. 1901)
- 1963 - Michele Serra, giornalista e saggista italiano (n. 1905)
- 1964 - Gordon Dunn, discobolo e pesista statunitense (n. 1912)
- 1964 - Aldo Mazza, pittore, pubblicitario e illustratore italiano (n. 1880)
- 1964 - William A. Seiter, regista e stuntman statunitense (n. 1890)
- 1965 - Giulio Marinetti, militare italiano (n. 1877)
- 1966 - Howard Kinsey, tennista statunitense (n. 1899)
- 1966 - Umberto Pagani, politico, sindacalista e partigiano italiano (n. 1892)
- 1967 - Milán Füst, scrittore, drammaturgo e poeta ungherese (n. 1888)
- 1968 - Francesco Pastura, critico musicale e compositore italiano (n. 1905)
- 1968 - Pierino Sodano, calciatore italiano (n. 1893)
- 1969 - Hermann Buchfelder, pallanuotista austriaco (n. 1889)
- 1969 - Ezio Coppa, medico e politico italiano (n. 1898)
- 1969 - Walter Reppe, chimico tedesco (n. 1892)
- 1969 - Raymond Walburn, attore statunitense (n. 1887)
- 1970 - Claud Allister, attore britannico (n. 1888)
- 1971 - Diane Arbus, fotografa statunitense (n. 1923)
- 1971 - Edith Clements, botanica statunitense (n. 1877)
- 1971 - Alfredo Schiaffini, filologo e linguista italiano (n. 1895)
- 1972 - Joop Boutmy, calciatore olandese (n. 1894)
- 1972 - Achille Funi, pittore italiano (n. 1890)
- 1972 - Julio Peña, attore spagnolo (n. 1912)
- 1973 - Rosolino Ferragni, politico, antifascista e giornalista italiano (n. 1896)
- 1973 - Konstantinos Georgakopoulos, politico e avvocato greco (n. 1890)
- 1973 - William Lindsay White, editorialista e scrittore statunitense (n. 1900)
- 1975 - Thomas Tharayil, vescovo cattolico indiano (n. 1899)
- 1976 - Antonello Gerbi, storico e economista italiano (n. 1904)
- 1976 - Titta Madia, avvocato, politico e giornalista italiano (n. 1894)
- 1976 - Abram Matveevič Room, regista sovietico (n. 1894)
- 1976 - Theo Schönhöft, calciatore tedesco (n. 1932)
- 1977 - Arturo Duque Villegas, arcivescovo cattolico colombiano (n. 1899)
- 1977 - Carlo di Lussemburgo, principe lussemburghese (n. 1927)
- 1977 - Oskar Morgenstern, economista austriaco (n. 1902)
- 1977 - Brooks Otis, critico letterario e latinista statunitense (n. 1908)
- 1977 - Pёtr Sobolevskij, attore sovietico (n. 1904)
- 1977 - David Zogg, sciatore alpino e combinatista nordico svizzero (n. 1902)
- 1978 - Mary Blair, disegnatrice statunitense (n. 1911)
- 1978 - Ercole Cattaneo, pattinatore artistico su ghiaccio italiana (n. 1906)
- 1978 - Leone Comini, giornalista e scrittore italiano (n. 1911)
- 1978 - Frank Gates, cestista e allenatore di pallacanestro statunitense (n. 1920)
- 1978 - Tiziana Weiss, alpinista italiana (n. 1952)
- 1979 - Virginia Brissac, attrice statunitense (n. 1883)
- 1979 - Ugo Giacomozzi, direttore d'orchestra italiano (n. 1897)
- 1979 - Zuhayr Muhsin, guerrigliero palestinese (n. 1936)
- 1979 - Carlo Rizzo, attore italiano (n. 1907)
- 1980 - François Louis Ganshof, storico belga (n. 1895)
- 1980 - Allen Hoskins, attore statunitense (n. 1920)
- 1980 - Federico Munerati, calciatore e allenatore di calcio italiano (n. 1901)
- 1980 - Fritz Müller, geologo svizzero (n. 1926)
- 1980 - Kenneth Tynan, critico teatrale britannico (n. 1927)
- 1981 - Madge Evans, attrice statunitense (n. 1909)
- 1981 - Stafford Warren, medico statunitense (n. 1896)
- 1983 - Nicolino Cabitza, chitarrista italiano (n. 1904)
- 1983 - Jan Kamman, fotografo e pittore olandese (n. 1898)
- 1983 - Roberto Lacedelli, sciatore alpino e saltatore con gli sci italiano (n. 1919)
- 1983 - Charlie Rivel, circense spagnolo (n. 1896)
- 1983 - Arpad Wigand, generale tedesco (n. 1906)
- 1984 - George Gallup, statistico statunitense (n. 1901)
- 1984 - Ed Gein, criminale statunitense (n. 1906)
- 1985 - Božo Broketa, calciatore jugoslavo (n. 1921)
- 1985 - Harold Lang, ballerino, attore teatrale e insegnante statunitense (n. 1920)
- 1985 - Ann May, attrice statunitense (n. 1899)
- 1985 - Fredy Perlman, scrittore e editore ceco (n. 1934)
- 1985 - Walter Richter, attore tedesco (n. 1905)
- 1986 - Hernando Avilés, cantante, musicista e compositore portoricano (n. 1914)
- 1986 - Antoine-Hubert Grauls, missionario e arcivescovo cattolico belga (n. 1899)
- 1986 - W. Averell Harriman, imprenditore, diplomatico e politico statunitense (n. 1891)
- 1986 - Dominique Mbonyumutwa, politico ruandese (n. 1921)
- 1987 - Frank Marshall Davis, giornalista, poeta e attivista statunitense (n. 1905)
- 1987 - Carmelita Maracci, ballerina, coreografa e insegnante statunitense (n. 1908)
- 1987 - Kenneth Muse, animatore statunitense (n. 1910)
- 1987 - Antonino Pino, poeta, zoologo e politico italiano (n. 1909)
- 1987 - Hugh Wheeler, librettista, romanziere e sceneggiatore britannico (n. 1912)
- 1987 - Tawfiq al-Hakim, scrittore egiziano (n. 1898)
- 1988 - Remo Branca, incisore italiano (n. 1897)
- 1988 - Enzo Di Paola, pianista, compositore e paroliere italiano (n. 1910)
- 1988 - Ferdinando Palermo, illustratore, fumettista e compositore italiano (n. 1915)
- 1988 - Grigorij Pinaičev, calciatore e allenatore di calcio sovietico (n. 1913)
- 1988 - Tetsuji Takechi, regista giapponese (n. 1912)
- 1988 - Stauros Tornes, attore, regista e sceneggiatore greco (n. 1932)
- 1989 - Luigi Morstabilini, vescovo cattolico italiano (n. 1907)
- 1989 - Michele Musolino, politico italiano (n. 1935)
- 1989 - Vicente Zito, calciatore argentino (n. 1912)
- 1990 - Giovanni Astengo, urbanista e architetto italiano (n. 1915)
- 1990 - Leo Duyndam, ciclista su strada e pistard olandese (n. 1948)
- 1990 - Brent Mydland, tastierista e cantante statunitense (n. 1952)
- 1990 - Giorgio Scarlatti, pilota automobilistico italiano (n. 1921)
- 1991 - Margot Favarato, cestista peruviana (n. 1929)
- 1991 - Andrés Gómez Domínguez, cestista messicano (n. 1913)
- 1991 - Egon Scotland, giornalista tedesco (n. 1948)
- 1991 - Maria Treben, scrittrice ceca (n. 1907)
- 1992 - Rita Atria, italiana (n. 1974)
- 1992 - Ricardo Pérez Godoy, generale e politico peruviano (n. 1905)
- 1992 - Mary Wells, cantante statunitense (n. 1943)
- 1993 - Eduardo Caliendo, chitarrista italiano (n. 1922)
- 1993 - Jesús Castro González, calciatore spagnolo (n. 1951)
- 1993 - Gerardo De Caro, politico italiano (n. 1909)
- 1993 - Marcellite Garner, doppiatrice statunitense (n. 1910)
- 1993 - Guglielmo Meardi, ingegnere italiano (n. 1902)
- 1993 - Matthew Ridgway, generale statunitense (n. 1895)
- 1994 - David Allen, astronomo britannico (n. 1946)
- 1994 - Vittorio Bonicelli, sceneggiatore e critico cinematografico italiano (n. 1919)
- 1994 - Terry Scott, attore britannico (n. 1927)
- 1994 - Jun'nosuke Yoshiyuki, scrittore giapponese (n. 1924)
- 1995 - Bolesław Drobiński, militare e aviatore polacco (n. 1918)
- 1995 - Baruch Korff, rabbino statunitense (n. 1914)
- 1995 - Pietro Leoni, gesuita e missionario italiano (n. 1909)
- 1995 - Jaime de Mora y Aragón, attore, pianista e cantante spagnolo (n. 1925)
- 1995 - George W. Romney, imprenditore e politico statunitense (n. 1907)
- 1996 - Horacio Esteves, velocista venezuelano (n. 1941)
- 1996 - Heriberto Herrera, calciatore e allenatore di calcio paraguaiano (n. 1926)
- 1996 - Christophe Taeron, ciclista su strada francese (n. 1919)
- 1997 - Rolf Julin, schermidore svedese (n. 1918)
- 1997 - Rolf Julin, pallanuotista svedese (n. 1918)
- 1997 - Kunihiko Kodaira, matematico giapponese (n. 1915)
- 1997 - Jaime Milans del Bosch, generale spagnolo (n. 1915)
- 1997 - Pietro Vecellio, politico italiano (n. 1900)
- 1998 - Sava Antić, calciatore jugoslavo (n. 1928)
- 1998 - Aymoré Moreira, allenatore di calcio e calciatore brasiliano (n. 1912)
- 1999 - Béla Bay, schermidore ungherese (n. 1907)
- 1999 - Faidōn Gkizikīs, generale e politico greco (n. 1917)
- 1999 - Joseph Morvan, ciclista su strada francese (n. 1924)
- 2000 - Adolfo Beria di Argentine, magistrato, giornalista e giurista italiano (n. 1920)
- 2000 - John Wilder Tukey, chimico, matematico e statistico statunitense (n. 1915)
- 2000 - Don Weis, regista statunitense (n. 1922)

## XXI secolo(134)
- 2001 - Henry Coston, giornalista, editore e saggista francese (n. 1910)
- 2001 - Thomas Khamphan, vescovo cattolico laotiano (n. 1925)
- 2001 - Giuseppe Maria Sensi, cardinale e arcivescovo cattolico italiano (n. 1907)
- 2002 - Tony Anholt, attore britannico (n. 1941)
- 2002 - Luigi Baldacci, critico letterario, giornalista e italianista italiano (n. 1930)
- 2002 - Iosif Culineac, pallanuotista rumeno (n. 1941)
- 2002 - Aldo Moretti, presbitero e partigiano italiano (n. 1909)
- 2002 - André Roosenburg, calciatore olandese (n. 1923)
- 2003 - Jean-Pierre Abraham, scrittore francese (n. 1936)
- 2003 - Ivo Chiesa, impresario teatrale, giornalista e produttore discografico italiano (n. 1920)
- 2003 - Ivan Lukačević, calciatore jugoslavo (n. 1946)
- 2003 - Juzefa Makūnaitė, cestista lituana (n. 1920)
- 2003 - Harold C. Schonberg, critico musicale statunitense (n. 1915)
- 2004 - Tomaž Cerkovnik, sciatore alpino e allenatore di sci alpino sloveno (n. 1960)
- 2004 - Dolf Cohen, storico e docente olandese (n. 1913)
- 2004 - Roberto Einaudi, ingegnere e imprenditore italiano (n. 1906)
- 2005 - Marco Baccalini, politico italiano (n. 1921)
- 2005 - Pierre Broué, storico e attivista francese (n. 1926)
- 2005 - Mario David, calciatore e allenatore di calcio italiano (n. 1934)
- 2005 - Alexander Golitzen, scenografo statunitense (n. 1908)
- 2005 - Camilla de Castro, attrice pornografica brasiliana (n. 1979)
- 2006 - Robert Abdesselam, tennista francese (n. 1920)
- 2006 - Louise Bennett, poetessa e scrittrice giamaicana (n. 1919)
- 2006 - Franco Fausti, politico italiano (n. 1939)
- 2007 - Lars Forssell, poeta, librettista e giornalista svedese (n. 1928)
- 2007 - Skip Prosser, allenatore di pallacanestro statunitense (n. 1950)
- 2008 - Gino Cantoni, calciatore italiano (n. 1922)
- 2008 - Bruna Colombetti-Peroncini, schermitrice e maestra di scherma italiana (n. 1936)
- 2008 - Gerry Lightowler, calciatore inglese (n. 1940)
- 2009 - John Brockway, nuotatore britannico (n. 1928)
- 2009 - Traugott Buhre, attore tedesco (n. 1929)
- 2009 - Merce Cunningham, danzatore e coreografo statunitense (n. 1919)
- 2009 - Lois Hunt, soprano statunitense (n. 1924)
- 2009 - Tatsuo Yamada, attore giapponese (n. 1956)
- 2009 - Zequinha, calciatore brasiliano (n. 1934)
- 2010 - Guido Ballo, critico d'arte e direttore artistico italiano (n. 1914)
- 2010 - Gian Luigi Falabrino, pubblicitario, giornalista e scrittore italiano (n. 1930)
- 2010 - Ben Keith, musicista e produttore discografico statunitense (n. 1937)
- 2011 - Joe Arroyo, cantautore colombiano (n. 1955)
- 2011 - Jacques Fatton, calciatore svizzero (n. 1925)
- 2011 - Richard Harris, giocatore di football americano e allenatore di football americano statunitense (n. 1948)
- 2011 - Sakyō Komatsu, scrittore, sceneggiatore e regista giapponese (n. 1931)
- 2011 - Silvio Narizzano, regista canadese (n. 1927)
- 2011 - Giò Stajano, nobile, scrittrice e giornalista italiana (n. 1931)
- 2011 - Karl Wald, arbitro di calcio tedesco (n. 1916)
- 2011 - Andrea Zangara, politico italiano (n. 1940)
- 2012 - Loris D'Ambrosio, magistrato e funzionario italiano (n. 1947)
- 2012 - Joyce Fitch, tennista australiana (n. 1922)
- 2012 - Lupe Ontiveros, attrice statunitense (n. 1942)
- 2012 - Mary Tamm, attrice britannica (n. 1950)
- 2013 - George Alhassan, calciatore ghanese (n. 1941)
- 2013 - J.J. Cale, cantautore e chitarrista statunitense (n. 1938)
- 2013 - Carlo Ferdinando Russo, grecista e filologo classico italiano (n. 1922)
- 2013 - Sung Jae-gi, attivista e filosofo sudcoreano (n. 1967)
- 2013 - Eva-Maria Voigt, filologa classica tedesca (n. 1921)
- 2014 - Carlo Bergonzi, tenore italiano (n. 1924)
- 2014 - Luigi Cagnolaro, zoologo e museologo italiano (n. 1934)
- 2014 - Sergej Olegovič Prokof'ev, filosofo russo (n. 1954)
- 2015 - Sergio Banali, giornalista italiano (n. 1930)
- 2015 - Richard Bass, imprenditore e alpinista statunitense (n. 1929)
- 2015 - Peter Ehrlich, attore tedesco (n. 1933)
- 2015 - Everett "Vic" Firth, percussionista statunitense (n. 1930)
- 2015 - Luigi Genovese, politico italiano (n. 1925)
- 2015 - Flora MacDonald, politica canadese (n. 1926)
- 2015 - Ann Rule, scrittrice e poliziotta statunitense (n. 1931)
- 2015 - Sebastiano Vassalli, scrittore, poeta e giornalista italiano (n. 1941)
- 2016 - John H. Flood, politico statunitense (n. 1939)
- 2016 - Sandy Pearlman, produttore discografico statunitense (n. 1943)
- 2016 - Pia Pera, scrittrice, saggista e traduttrice italiana (n. 1956)
- 2016 - Maria Toni, imprenditrice italiana (n. 1939)
- 2017 - Enzo Bettiza, giornalista, scrittore e politico italiano (n. 1927)
- 2017 - Roberto Conforti, generale italiano (n. 1937)
- 2017 - Abdelmajid Dolmy, calciatore marocchino (n. 1953)
- 2017 - June Foray, doppiatrice statunitense (n. 1917)
- 2017 - Leo Kinnunen, pilota automobilistico finlandese (n. 1943)
- 2017 - Giovan Battista Pichierri, arcivescovo cattolico italiano (n. 1943)
- 2017 - Joachim Vobbe, vescovo vetero-cattolico tedesco (n. 1947)
- 2018 - Stan Cole, pallanuotista statunitense (n. 1945)
- 2018 - Ettore Conti, attore e doppiatore italiano (n. 1924)
- 2018 - Luigi Corteggi, illustratore, grafico e fumettista italiano (n. 1933)
- 2018 - Adem Demaçi, politico e scrittore kosovaro (n. 1936)
- 2018 - Orlando Ramírez, calciatore cileno (n. 1943)
- 2018 - Alfredo del Aguila, calciatore messicano (n. 1935)
- 2019 - Mario Cerciello Rega, militare italiano (n. 1984)
- 2019 - Ferdinand Milučký, architetto slovacco (n. 1929)
- 2019 - Jaime Lucas Ortega y Alamino, cardinale e arcivescovo cattolico cubano (n. 1936)
- 2019 - Russi Taylor, doppiatrice statunitense (n. 1944)
- 2020 - Alison Fiske, attrice britannica (n. 1943)
- 2020 - Claudia Giannotti, attrice italiana (n. 1937)
- 2020 - Olivia de Havilland, attrice britannica (n. 1916)
- 2020 - Hans-Jochen Vogel, politico e avvocato tedesco (n. 1926)
- 2021 - Rick Aiello, attore statunitense (n. 1955)
- 2021 - Cliff Anderson, cestista statunitense (n. 1944)
- 2021 - Albert Bandura, psicologo canadese (n. 1925)
- 2021 - Brazo de Plata, wrestler messicano (n. 1963)
- 2021 - Ally Dawson, allenatore di calcio e calciatore scozzese (n. 1958)
- 2021 - Mike Enzi, politico statunitense (n. 1944)
- 2021 - Mike Howe, cantante statunitense (n. 1965)
- 2021 - Joey Jordison, batterista e polistrumentista statunitense (n. 1975)
- 2021 - Fernando Karadima, presbitero e criminale cileno (n. 1930)
- 2021 - Gilbert Levin, ingegnere statunitense (n. 1924)
- 2021 - Roald Paulsen, calciatore norvegese (n. 1938)
- 2021 - Félix Rivera, cestista portoricano (n. 1961)
- 2021 - Gogó Rojo, attrice argentina (n. 1942)
- 2021 - Ivan Toplak, calciatore e allenatore di calcio jugoslavo (n. 1931)
- 2022 - Aldo Brancati, fisiologo e politico italiano (n. 1936)
- 2022 - Bruno Foresti, arcivescovo cattolico italiano (n. 1923)
- 2022 - Anne-Marie Garat, scrittrice francese (n. 1946)
- 2022 - Oleksandr Kukurba, aviatore e militare ucraino (n. 1994)
- 2022 - Mike Logan, tastierista, cantante e compositore britannico (n. 1947)
- 2022 - James Lovelock, chimico britannico (n. 1919)
- 2022 - Giorgio Oppi, politico italiano (n. 1940)
- 2022 - Uri Orlev, scrittore israeliano (n. 1931)
- 2022 - Aldo Pastore, politico italiano (n. 1930)
- 2022 - Marit Paulsen, politica svedese (n. 1939)
- 2022 - Giovanni Pérez, calciatore venezuelano (n. 1974)
- 2022 - Jean Westwood, danzatrice su ghiaccio britannica (n. 1931)
- 2023 - Abdel-Majed Abdel Bary, rapper egiziano (n. 1990)
- 2023 - Carmelo Giovanni Donno, storico italiano (n. 1948)
- 2023 - Roger Dorchy, pilota automobilistico francese (n. 1944)
- 2023 - Henry Logan, cestista statunitense (n. 1946)
- 2023 - Sinéad O'Connor, cantautrice irlandese (n. 1966)
- 2023 - Martin Walser, scrittore tedesco (n. 1927)
- 2024 - Geir Karlsen, calciatore norvegese (n. 1948)
- 2024 - Tom Chris Korologos, politico, diplomatico e giornalista statunitense (n. 1933)
- 2024 - Benjamin Luxon, baritono britannico (n. 1937)
- 2024 - Erwin Stein, calciatore tedesco (n. 1935)
- 2024 - Arvo Valton, scrittore, sceneggiatore e politico estone (n. 1935)
- 2025 - Evelio Droz, cestista portoricano (n. 1937)
- 2025 - Willie Irvine, calciatore nordirlandese (n. 1943)
- 2025 - Tom Lehrer, cantautore, comico e pianista statunitense (n. 1928)
- 2025 - Ziad Rahbani, compositore e pianista libanese (n. 1956)
- 2025 - Dick Schneider, calciatore olandese (n. 1948)
- 2025 - Jean Marie Sylla, calciatore guineano (n. 1983)